# Transfert de la capitale du Kazakhstan
 (février 2025).
Le transfert de la capitale du Kazakhstan d’Almaty à Akmola est le troisième transfert de capitale dans l’histoire du Kazakhstan, et le premier dans le Kazakhstan indépendant. Il s’agit également du premier et unique transfert de la capitale d’un État dans l’espace post-soviétique, ce qui a eu un impact significatif sur les processus économiques et démographiques du pays. Le transfert de la capitale a été initié par le Président de la république du Kazakhstan, Noursoultan Nazarbaïev.

## Raisons du transfert
Selon les mémoires du premier Président du Kazakhstan, Noursoultan Nazarbaïev, il a eu l’idée de construire une nouvelle capitale dès les premiers mois de l’indépendance en 1992. Après l’indépendance du Kazakhstan, un certain nombre de problèmes sont apparus en raison de la situation géographique d’Alma-Ata, éloignée des autres régions du pays. En particulier, il y avait des sentiments séparatistes dans les régions, et le transfert de la capitale était l’une des solutions aux problèmes de sécurité nationale. La ville d’Alma-Ata est située dans un bassin, de sorte que la construction est limitée par les montagnes et, dès le début des années 1990, il ne restait plus de territoires pour l’expansion de la ville. Le fait qu’Alma-Ata soit située dans une zone sismique avec une probabilité de tremblements de terre destructeurs constituait également un facteur de risque.
Du point de vue de la sécurité, la capitale du Kazakhstan indépendant devait être éloignée des frontières extérieures et plus proche du centre du pays. Il était également important de garantir la sécurité des activités des plus hautes autorités de l’État, l’efficacité de leur travail en cas d’aggravation éventuelle de la situation régionale.
Pour choisir une nouvelle capitale, Nazarbaïev s’est appuyé sur 32 critères : le potentiel socio-économique, le climat, le terrain, la situation sismique, l’environnement, les infrastructures d’ingénierie et de transport, les communications, le complexe de construction, les ressources en main-d’œuvre et d’autres encore. Des options telles que Ulytau, Karaganda, Kokchetaou, Aktioubé ont été envisagées pour la nouvelle capitale. L’option du transfert de la capitale à Oulytaou a été immédiatement rejetée en raison du manque d’eau, de l’absence de chemin de fer et de la situation de la région à l’écart des routes principales. Les candidats Karaganda et Kokchetaou ont été rejetés en raison du manque d’infrastructures, et Aktioubé en raison de sa situation géographique éloignée du centre du pays.
Une commission spéciale nommée par le Président a choisi Akmola parce que la ville était également proche des principales régions économiques qui déterminaient le développement de l’économie du pays. Cela a permis d’atteindre un équilibre ethno-démographique régional, de stimuler la migration des régions du sud, riches en main-d’œuvre, vers les villes du nord, développées sur le plan industriel, et d’impliquer la population dans la production industrielle et agricole du centre et du nord du Kazakhstan. Les autres avantages d’Akmola sont l’intersection de nombreuses routes, la compacité de la ville, l’absence de déficit en eau potable, une population limitée, c’est-à-dire de nombreuses possibilités de planification de la construction, de conceptions architecturales et de croissance démographique. Même dans la partie centrale de la ville, il y avait environ 30 hectares de territoire libre sur lequel il était possible de construire les installations nécessaires, en les reliant aux services publics existants.

## Histoire du transfert du capital
L’idée de déplacer la capitale a été exprimée pour la première fois par le président Noursoultan Nazarbaïev dans l’un de ses discours. Il raconte dans ses mémoires :

« J’ai d’abord partagé cette idée avec un petit groupe, l’élite de la société. Dire que les membres du Gouvernement et les parlementaires ont été surpris par mes propos, c’est presque rien. La première fois que j’ai exprimé cette idée, j’ai eu droit à un sourire, et dans mon dos, peut-être à des rires. Ce qui est intéressant, sachant que je ne gaspille pas mes mots, c’est que beaucoup ont pris l’idée de déplacer la capitale comme une malheureuse plaisanterie. Dans l’un de mes discours, à la fin de l’année 1993, j’ai parlé avec prudence du transfert de la capitale d’Almaty vers une autre ville, c’est-à-dire que j’ai cherché à savoir quel type de réaction cela provoquerait. Beaucoup de personnes présentes dans la salle ont apparemment pensé que je me trompais ou que j’étais fatigué de travailler dur... Au début de l’année 1994, j’ai réitéré mon idée de déplacer la capitale. Mais cette fois encore, mes propos ont été perçus comme une blague inappropriée. Tout le monde a ri et s’est calmé, pensant que tout serait oublié. »

Le 6 juillet 1994, Nazarbaïev a proposé le transfert de la capitale devant les députés du Soviet suprême du Kazakhstan. Le Président a fait valoir qu’en finançant le transfert de la capitale, les coûts spécifiques du transfert seraient irrécupérables, et que tous les autres fonds constitueraient un investissement dans l’avenir. La discussion au Parlement a duré toute la journée et les avis étaient partagés. Une partie des députés a soutenu l’opinion du Président. Une autre partie des députés a estimé qu’en période de crise économique, lorsque les gens ne peuvent pas payer les salaires à temps, il n’est pas possible de changer de capitale. Une troisième partie a soutenu l’idée, mais a proposé de reporter sa mise en œuvre à une date ultérieure. Abich Kekilbaïev, Président du Soviet suprême du Kazakhstan, a décrit la discussion sur le transfert de la capitale au Parlement comme suit : 

« Le brouhaha habituel dans la salle s’est rapidement arrêté, et ils se sont préparés à écouter. Le message a été transmis par Noursoultan Abichevitch lui-même. Le silence est total. Tout le monde a écouté très attentivement. Le Président s’était préparé de manière exhaustive. Il a commencé à répondre aux questions qui lui ont été posées sans hésitation, de manière complète et approfondie. Il y avait aussi des questions pointues et sournoises. En raison de l’énoncé soudain de la question, de nombreuses personnes cherchaient une raison cachée. Beaucoup voulaient y voir une astuce géopolitique. D’autres, sans le faire savoir, ont fait le lien avec l’agitation quotidienne, avec la situation de parents et d’amis proches. Certains ont mis cela sur le compte d’ambitions politiques. Noursoultan Abichevitch a patiemment répondu à toutes les questions intimidantes, a scrupuleusement et même excessivement expliqué l’essentiel de l’affaire. Sans parler de ceux qui avaient tendance à faire d’une mouche un éléphant et à chercher de la terre sous les ongles, même des personnages assez expérimentés et retenus se sont sentis mal à l’aise, visiblement inquiets. La plupart d’entre eux ne comprenaient pas comment il était possible de quitter la belle Almaty et le majestueux Alataou noyé dans la verdure pour s’installer dans une ville délabrée et enfumée au milieu de la steppe, avec ses tempêtes impénétrables et ses gelées glaciales... Dans les yeux de beaucoup d’entre eux, on pouvait lire une question muette : « Peut-être devrions-nous y réfléchir encore un peu ». Je ne le cache pas, je penchais moi-même plutôt dans cette direction. »

En conséquence, la proposition de déplacer la capitale a été soumise au vote et a été adoptée par le Soviet suprême du Kazakhstan le 6 juillet 1994 avec une marge minimale de voix. La date du 6 juillet est un jour férié au Kazakhstan - le Jour de la Capitale.
Le 15 septembre 1995, Nazarbaïev a publié un décret ayant force de loi, « Sur la capitale de la République du Kazakhstan », qui établissait une Commission d’État chargée d’organiser les travaux sur le transfert des organes supérieurs et centraux de l’État dans la ville d’Akmola, sous la direction de Nikolaï Makievski. Le Gouvernement du Kazakhstan a été chargé de créer un fonds extrabudgétaire « Nouvelle capitale » afin d’accumuler des fonds extrabudgétaires pour le développement d’Akmola, ainsi que de préparer une proposition sur les préférences fiscales, douanières et autres pour les investisseurs impliqués dans le développement et l’infrastructure d’Akmola.
Le 20 octobre 1997, un décret présidentiel « sur la déclaration de la ville d’Akmola comme capitale de la République du Kazakhstan » a été publié, selon lequel Akmola sera capitale du Kazakhstan à partir du 10 décembre 1997.
Le 6 mai 1998, la capitale a été rebaptisée Astana. La présentation internationale d’Astana comme nouvelle capitale a eu lieu le 10 juin 1998.